# Vuelta a Murcia 2024
Vuelta a Murcia 2024 var den 44. udgave af det spanske cykelløb Vuelta a Murcia. Det 198,7 km lange linjeløb blev kørt den 10. februar 2024 med start i Alhama de Murcia og mål i Murcia. Løbet var en del af UCI Europe Tour 2024.
Løbet blev vundet af australske Ben O'Connor fra Decathlon AG2R La Mondiale Team.

## Resultat
| \| Samlede stilling \| Samlede stilling \| Samlede stilling \| Samlede stilling \| Samlede stilling \| \| Rytter \| Rytter \| Hold \| Tid \| \| \| ---------------- \| ------------------ \| -------------------------- \| ---------------- \| ---------------- \| \| 1. \| Ben O'Connor \| Decathlon-AG2R La Mondiale \| 4t 50' 59" \| \| \| 2. \| Jan Tratnik \| Team Visma \\| Lease a Bike \| + 58" \| \| \| 3. \| Tim Wellens \| UAE Team Emirates \| + 59" \| \| \| 4. \| Michał Kwiatkowski \| Ineos Grenadiers \| + 1' 27" \| \| \| 5. \| Valentin Madouas \| Groupama-FDJ \| + 1' 45" \| \| \| 6. \| Sergio Higuita \| Bora-Hansgrohe \| + 1' 45" \| \| \| 7. \| Alessandro Covi \| UAE Team Emirates \| + 1' 45" \| \| \| 8. \| Steff Cras \| TotalEnergies \| + 1' 45" \| \| \| 9. \| Mick van Dijke \| Team Visma \\| Lease a Bike \| + 1' 45" \| \| \| 10. \| Gianluca Brambilla \| Q36.5 Pro Cycling Team \| + 1' 45" \| \| |                    |                            |            |
| |                    |                            |            |
| Kilde: ProCyclingStats |                    |                            |            |
| Samlede stilling |                    |                            |            |
| Rytter | Rytter             | Hold                       | Tid        |
| 1. | Ben O'Connor       | Decathlon-AG2R La Mondiale | 4t 50' 59" |
| 2. | Jan Tratnik        | Team Visma \| Lease a Bike | + 58"      |
| 3. | Tim Wellens        | UAE Team Emirates          | + 59"      |
| 4. | Michał Kwiatkowski | Ineos Grenadiers           | + 1' 27"   |
| 5. | Valentin Madouas   | Groupama-FDJ               | + 1' 45"   |
| 6. | Sergio Higuita     | Bora-Hansgrohe             | + 1' 45"   |
| 7. | Alessandro Covi    | UAE Team Emirates          | + 1' 45"   |
| 8. | Steff Cras         | TotalEnergies              | + 1' 45"   |
| 9. | Mick van Dijke     | Team Visma \| Lease a Bike | + 1' 45"   |
| 10. | Gianluca Brambilla | Q36.5 Pro Cycling Team     | + 1' 45"   |

## Hold og ryttere
| UCI WorldTeams (9)- Bora-Hansgrohe - Cofidis - Decathlon-AG2R La Mondiale - Groupama-FDJ - Ineos Grenadiers - Intermarché-Wanty - Movistar Team - Team Visma \| Lease a Bike - UAE Team Emirates UCI ProTeams (9)- Burgos-BH - Caja Rural-Seguros RGA - Euskaltel-Euskadi - Equipo Kern Pharma - Lotto Dstny - Q36.5 Pro Cycling Team - Team Flanders-Baloise - TotalEnergies - Tudor Pro Cycling Team UCI Kontinentalhold- Illes Balears Arabay Cycling |
| |

### Danske ryttere
| Danske ryttere på startlisten |                          |                   |           |
| Rygnummer                     | Rytter                   | Hold              | Placering |
| 36                            | Mathias Norsgaard        | Movistar Team     | 46        |
| 171                           | Sebastian Kolze Changizi | Tudor Pro Cycling | DNF       |

* DNF = gennemførte ikke

### Startliste
| Ineos Grenadiers IGD | Ineos Grenadiers IGD     | Ineos Grenadiers IGD |
| -------------------- | ------------------------ | -------------------- |
| Nr.                  | Rytter                   | Placering            |
| 1                    | Ben Turner (GBR)         | 48.                  |
| 2                    | Andrew August (USA)      | 52.                  |
| 3                    | Ethan Hayter (GBR)       | DNF                  |
| 4                    | Michael Leonard (CAN)    | DNF                  |
| 5                    | Michał Kwiatkowski (POL) | 4.                   |
| 6                    | Salvatore Puccio (ITA)   | 64.                  |
| 7                    | Omar Fraile (ESP)        | 27.                  |

| UAE Team Emirates UAD | UAE Team Emirates UAD     | UAE Team Emirates UAD |
| --------------------- | ------------------------- | --------------------- |
| Nr.                   | Rytter                    | Placering             |
| 11                    | Alessandro Covi (ITA)     | 7.                    |
| 12                    | Igor Arrieta (ESP)        | 13.                   |
| 13                    | Luca Giaimi (ITA)         | DNF                   |
| 14                    | Jonathan Guatibonza (COL) | DNF                   |
| 15                    | Rafał Majka (POL)         | 61.                   |
| 16                    | Domen Novak (SLO)         | DNF                   |
| 17                    | Tim Wellens (BEL)         | 3.                    |

| Team Visma \| Lease a Bike TVL | Team Visma \| Lease a Bike TVL | Team Visma \| Lease a Bike TVL |
| ------------------------------ | ------------------------------ | ------------------------------ |
| Nr.                            | Rytter                         | Placering                      |
| 21                             | Sepp Kuss (USA)                | 36.                            |
| 22                             | Robert Gesink (NED)            | 59.                            |
| 23                             | Mick van Dijke (NED)           | 9.                             |
| 24                             | Loe van Belle (NED)            | 34.                            |
| 25                             | Per Strand Hagenes (NOR)       | 33.                            |
| 26                             | Tosh Van der Sande (BEL)       | 69.                            |
| 27                             | Jan Tratnik (SLO)              | 2.                             |

| Movistar Team MOV | Movistar Team MOV                  | Movistar Team MOV |
| ----------------- | ---------------------------------- | ----------------- |
| Nr.               | Rytter                             | Placering         |
| 31                | Jorge Arcas (ESP)                  | 65.               |
| 32                | Will Barta (USA)                   | 17.               |
| 33                | Rémi Cavagna (FRA)                 | 45.               |
| 34                | Javier Romo (ESP)                  | DNF               |
| 35                | Gregor Mühlberger (AUT) (landevej) | 32.               |
| 36                | Mathias Norsgaard (DEN)            | 46.               |
| 37                | Gonzalo Serrano (ESP)              | 21.               |

| Cofidis COF | Cofidis COF           | Cofidis COF |
| ----------- | --------------------- | ----------- |
| Nr.         | Rytter                | Placering   |
| 41          | Jon Izagirre (ESP)    | 12.         |
| 42          | Piet Allegaert (BEL)  | DNF         |
| 43          | Rubén Fernández (ESP) | 54.         |
| 44          | Milan Fretin (BEL)    | DNF         |
| 45          | Gorka Izagirre (ESP)  | 28.         |
| 46          | Axel Mariault (FRA)   | 58.         |

| Intermarché-Wanty IWA | Intermarché-Wanty IWA  | Intermarché-Wanty IWA |
| --------------------- | ---------------------- | --------------------- |
| Nr.                   | Rytter                 | Placering             |
| 51                    | Arne Marit (BEL)       | 30.                   |
| 52                    | Zeno Moonen (BEL)      | DNF                   |
| 53                    | Hugo Page (FRA)        | 16.                   |
| 54                    | Adrien Petit (FRA)     | DNF                   |
| 55                    | Sacha Prestianni (BEL) | 50.                   |
| 56                    | Gijs Van Hoecke (BEL)  | DNF                   |
| 57                    | Boy van Poppel (NED)   | DNF                   |

| Groupama-FDJ GFC | Groupama-FDJ GFC                  | Groupama-FDJ GFC |
| ---------------- | --------------------------------- | ---------------- |
| Nr.              | Rytter                            | Placering        |
| 61               | Lewis Askey (GBR)                 | 25.              |
| 62               | Cyril Barthe (FRA)                | DNF              |
| 63               | Olivier Le Gac (FRA)              | 63.              |
| 64               | Valentin Madouas (FRA) (landevej) | 5.               |
| 65               | Clément Russo (FRA)               | 44.              |
| 66               | Marc Sarreau (FRA)                | DNF              |
| 67               | Noah Hobbs (GBR)                  | DNF              |

| Bora-Hansgrohe BOH | Bora-Hansgrohe BOH          | Bora-Hansgrohe BOH |
| ------------------ | --------------------------- | ------------------ |
| Nr.                | Rytter                      | Placering          |
| 71                 | Bob Jungels (LUX)           | 18.                |
| 72                 | Sergio Higuita (COL)        | 6.                 |
| 73                 | Daniel Martínez (COL)       | 14.                |
| 74                 | Jordi Meeus (BEL)           | DNF                |
| 75                 | Maximilian Schachmann (GER) | 41.                |
| 76                 | Marco Haller (AUT)          | DNF                |
| 77                 | Alexander Hajek (AUT)       | 56.                |

| Decathlon-AG2R La Mondiale DAT | Decathlon-AG2R La Mondiale DAT | Decathlon-AG2R La Mondiale DAT |
| ------------------------------ | ------------------------------ | ------------------------------ |
| Nr.                            | Rytter                         | Placering                      |
| 81                             | Jordan Labrosse (FRA)          | 60.                            |
| 82                             | Valentin Retailleau (FRA)      | DNF                            |
| 83                             | Paul Lapeira (FRA)             | 24.                            |
| 84                             | Ben O'Connor (AUS)             | 1.                             |
| 85                             | Nicolas Prodhomme (FRA)        | 26.                            |
| 86                             | Bastien Tronchon (FRA)         | DNF                            |
| 87                             | Andrea Vendrame (ITA)          | 22.                            |

| Equipo Kern Pharma EKP | Equipo Kern Pharma EKP      | Equipo Kern Pharma EKP |
| ---------------------- | --------------------------- | ---------------------- |
| Nr.                    | Rytter                      | Placering              |
| 91                     | Antonio Jesús Soto (ESP)    | 19.                    |
| 92                     | Pau Miquel (ESP)            | DNF                    |
| 93                     | Diego Uriarte (ESP)         | DNF                    |
| 94                     | Francisco Galván (ESP)      | DNF                    |
| 95                     | Álex Jaime (ESP)            | DNF                    |
| 96                     | Martí Márquez (ESP)         | DNF                    |
| 97                     | Eugenio Sánchez López (ESP) | DNF                    |

| Caja Rural-Seguros RGA CJR | Caja Rural-Seguros RGA CJR     | Caja Rural-Seguros RGA CJR |
| -------------------------- | ------------------------------ | -------------------------- |
| Nr.                        | Rytter                         | Placering                  |
| 101                        | Orluis Aular (VEN) (landevej)  | 42.                        |
| 102                        | Fernando Barceló (ESP)         | DNF                        |
| 103                        | Sebastian Berwick (AUS)        | DNF                        |
| 104                        | Jefferson Alveiro Cepeda (ECU) | 35.                        |
| 105                        | Samuel Fernández (ESP)         | DNF                        |
| 106                        | Joel Nicolau (ESP)             | 31.                        |
| 107                        | Mulu Hailemichael (ETH)        | DNF                        |

| Euskaltel-Euskadi EUS | Euskaltel-Euskadi EUS          | Euskaltel-Euskadi EUS |
| --------------------- | ------------------------------ | --------------------- |
| Nr.                   | Rytter                         | Placering             |
| 111                   | Enekoitz Azparren (ESP)        | 62.                   |
| 112                   | Xabier Berasategi (ESP)        | 39.                   |
| 113                   | Joan Bou (ESP)                 | 20.                   |
| 114                   | Unai Cuadrado (ESP)            | DNF                   |
| 115                   | Mikel Iturria (ESP)            | 38.                   |
| 116                   | Luis Ángel Maté (ESP)          | 53.                   |
| 117                   | Andoni López de Abetxuko (ESP) | DNF                   |

| Burgos-BH BBH | Burgos-BH BBH                     | Burgos-BH BBH |
| ------------- | --------------------------------- | ------------- |
| Nr.           | Rytter                            | Placering     |
| 121           | Sinuhé Fernández (ESP)            | DNF           |
| 122           | Geórgios Boúglas (GRE) (landevej) | DNF           |
| 123           | Ander Okamika (ESP)               | 57.           |
| 124           | Antonio Angulo (ESP)              | DNF           |
| 125           | Eric Fagúndez (URU)               | 67.           |
| 126           | Karel Vacek (CZE)                 | DNF           |
| 127           | José Manuel Díaz (ESP)            | 66.           |

| Lotto Dstny LTD | Lotto Dstny LTD          | Lotto Dstny LTD |
| --------------- | ------------------------ | --------------- |
| Nr.             | Rytter                   | Placering       |
| 131             | Arnaud De Lie (BEL)      | DNF             |
| 132             | Cedric Beullens (BEL)    | 29.             |
| 133             | Jasper De Buyst (BEL)    | 37.             |
| 134             | Sylvain Moniquet (BEL)   | 23.             |
| 135             | Mathijs Paasschens (NED) | DNF             |
| 136             | Jarne Van De Paar (BEL)  | DNF             |
| 137             | Florian Vermeersch (BEL) | DNF             |

| TotalEnergies TEN | TotalEnergies TEN       | TotalEnergies TEN |
| ----------------- | ----------------------- | ----------------- |
| Nr.               | Rytter                  | Placering         |
| 141               | Steff Cras (BEL)        | 8.                |
| 142               | Thomas Gachignard (FRA) | 47.               |
| 143               | Émilien Jeannière (FRA) | DNF               |
| 144               | Jordan Jegat (FRA)      | DNF               |
| 146               | Baptiste Vadic (FRA)    | DNF               |
| 147               | Dries Van Gestel (BEL)  | 49.               |

| Team Flanders-Baloise TFB | Team Flanders-Baloise TFB | Team Flanders-Baloise TFB |
| ------------------------- | ------------------------- | ------------------------- |
| Nr.                       | Rytter                    | Placering                 |
| 151                       | Kamiel Bonneu (BEL)       | DNF                       |
| 152                       | Toon Clynhens (BEL)       | DNF                       |
| 153                       | Elias Maris (BEL)         | 51.                       |
| 154                       | Vincent Van Hemelen (BEL) | DNF                       |
| 155                       | Yentl Vandevelde (BEL)    | DNF                       |
| 156                       | Ward Vanhoof (BEL)        | DNF                       |
| 157                       | Victor Vercouillie (BEL)  | DNF                       |

| Q36.5 Pro Cycling Team Q36 | Q36.5 Pro Cycling Team Q36 | Q36.5 Pro Cycling Team Q36 |
| -------------------------- | -------------------------- | -------------------------- |
| Nr.                        | Rytter                     | Placering                  |
| 161                        | Gianluca Brambilla (ITA)   | 10.                        |
| 162                        | Marcel Camprubí (ESP)      | DNF                        |
| 163                        | David de la Cruz (ESP)     | 68.                        |
| 164                        | Mark Donovan (GBR)         | 11.                        |
| 165                        | Nicolò Parisini (ITA)      | DNF                        |
| 166                        | Tobias Ludvigsson (SWE)    | 40.                        |
| 167                        | Rory Townsend (IRL)        | DNF                        |

| Tudor Pro Cycling Team TUD | Tudor Pro Cycling Team TUD     | Tudor Pro Cycling Team TUD |
| -------------------------- | ------------------------------ | -------------------------- |
| Nr.                        | Rytter                         | Placering                  |
| 171                        | Sebastian Kolze Changizi (DEN) | DNF                        |
| 172                        | Juan David Sierra (ITA)        | DNF                        |
| 173                        | Robin Froidevaux (SUI)         | DNF                        |
| 175                        | Petr Kelemen (CZE)             | DNF                        |
| 176                        | Alexander Krieger (GER)        | 43.                        |
| 177                        | Matteo Trentin (ITA)           | 15.                        |

| Illes Balears Arabay Cycling IBA | Illes Balears Arabay Cycling IBA | Illes Balears Arabay Cycling IBA |
| -------------------------------- | -------------------------------- | -------------------------------- |
| Nr.                              | Rytter                           | Placering                        |
| 181                              | Alex Molenaar (NED)              | DNF                              |
| 182                              | Edgar Curto (ESP)                | DNF                              |
| 183                              | Arnau Gilabert (ESP)             | DNF                              |
| 184                              | Joan Albert Riera (ESP)          | DNF                              |
| 185                              | Asier Pablo González (ESP)       | DNF                              |
| 186                              | Pau Llaneras (ESP)               | DNF                              |
| 187                              | José María García (ESP)          | 55.                              |

| Ineos Grenadiers IGD | Ineos Grenadiers IGD     | Ineos Grenadiers IGD |
| -------------------- | ------------------------ | -------------------- |
| Nr.                  | Rytter                   | Placering            |
| 1                    | Ben Turner (GBR)         | 48.                  |
| 2                    | Andrew August (USA)      | 52.                  |
| 3                    | Ethan Hayter (GBR)       | DNF                  |
| 4                    | Michael Leonard (CAN)    | DNF                  |
| 5                    | Michał Kwiatkowski (POL) | 4.                   |
| 6                    | Salvatore Puccio (ITA)   | 64.                  |
| 7                    | Omar Fraile (ESP)        | 27.                  |

| UAE Team Emirates UAD | UAE Team Emirates UAD     | UAE Team Emirates UAD |
| --------------------- | ------------------------- | --------------------- |
| Nr.                   | Rytter                    | Placering             |
| 11                    | Alessandro Covi (ITA)     | 7.                    |
| 12                    | Igor Arrieta (ESP)        | 13.                   |
| 13                    | Luca Giaimi (ITA)         | DNF                   |
| 14                    | Jonathan Guatibonza (COL) | DNF                   |
| 15                    | Rafał Majka (POL)         | 61.                   |
| 16                    | Domen Novak (SLO)         | DNF                   |
| 17                    | Tim Wellens (BEL)         | 3.                    |

| Team Visma \| Lease a Bike TVL | Team Visma \| Lease a Bike TVL | Team Visma \| Lease a Bike TVL |
| ------------------------------ | ------------------------------ | ------------------------------ |
| Nr.                            | Rytter                         | Placering                      |
| 21                             | Sepp Kuss (USA)                | 36.                            |
| 22                             | Robert Gesink (NED)            | 59.                            |
| 23                             | Mick van Dijke (NED)           | 9.                             |
| 24                             | Loe van Belle (NED)            | 34.                            |
| 25                             | Per Strand Hagenes (NOR)       | 33.                            |
| 26                             | Tosh Van der Sande (BEL)       | 69.                            |
| 27                             | Jan Tratnik (SLO)              | 2.                             |

| Movistar Team MOV | Movistar Team MOV                  | Movistar Team MOV |
| ----------------- | ---------------------------------- | ----------------- |
| Nr.               | Rytter                             | Placering         |
| 31                | Jorge Arcas (ESP)                  | 65.               |
| 32                | Will Barta (USA)                   | 17.               |
| 33                | Rémi Cavagna (FRA)                 | 45.               |
| 34                | Javier Romo (ESP)                  | DNF               |
| 35                | Gregor Mühlberger (AUT) (landevej) | 32.               |
| 36                | Mathias Norsgaard (DEN)            | 46.               |
| 37                | Gonzalo Serrano (ESP)              | 21.               |

| Cofidis COF | Cofidis COF           | Cofidis COF |
| ----------- | --------------------- | ----------- |
| Nr.         | Rytter                | Placering   |
| 41          | Jon Izagirre (ESP)    | 12.         |
| 42          | Piet Allegaert (BEL)  | DNF         |
| 43          | Rubén Fernández (ESP) | 54.         |
| 44          | Milan Fretin (BEL)    | DNF         |
| 45          | Gorka Izagirre (ESP)  | 28.         |
| 46          | Axel Mariault (FRA)   | 58.         |

| Intermarché-Wanty IWA | Intermarché-Wanty IWA  | Intermarché-Wanty IWA |
| --------------------- | ---------------------- | --------------------- |
| Nr.                   | Rytter                 | Placering             |
| 51                    | Arne Marit (BEL)       | 30.                   |
| 52                    | Zeno Moonen (BEL)      | DNF                   |
| 53                    | Hugo Page (FRA)        | 16.                   |
| 54                    | Adrien Petit (FRA)     | DNF                   |
| 55                    | Sacha Prestianni (BEL) | 50.                   |
| 56                    | Gijs Van Hoecke (BEL)  | DNF                   |
| 57                    | Boy van Poppel (NED)   | DNF                   |

| Groupama-FDJ GFC | Groupama-FDJ GFC                  | Groupama-FDJ GFC |
| ---------------- | --------------------------------- | ---------------- |
| Nr.              | Rytter                            | Placering        |
| 61               | Lewis Askey (GBR)                 | 25.              |
| 62               | Cyril Barthe (FRA)                | DNF              |
| 63               | Olivier Le Gac (FRA)              | 63.              |
| 64               | Valentin Madouas (FRA) (landevej) | 5.               |
| 65               | Clément Russo (FRA)               | 44.              |
| 66               | Marc Sarreau (FRA)                | DNF              |
| 67               | Noah Hobbs (GBR)                  | DNF              |

| Bora-Hansgrohe BOH | Bora-Hansgrohe BOH          | Bora-Hansgrohe BOH |
| ------------------ | --------------------------- | ------------------ |
| Nr.                | Rytter                      | Placering          |
| 71                 | Bob Jungels (LUX)           | 18.                |
| 72                 | Sergio Higuita (COL)        | 6.                 |
| 73                 | Daniel Martínez (COL)       | 14.                |
| 74                 | Jordi Meeus (BEL)           | DNF                |
| 75                 | Maximilian Schachmann (GER) | 41.                |
| 76                 | Marco Haller (AUT)          | DNF                |
| 77                 | Alexander Hajek (AUT)       | 56.                |

| Decathlon-AG2R La Mondiale DAT | Decathlon-AG2R La Mondiale DAT | Decathlon-AG2R La Mondiale DAT |
| ------------------------------ | ------------------------------ | ------------------------------ |
| Nr.                            | Rytter                         | Placering                      |
| 81                             | Jordan Labrosse (FRA)          | 60.                            |
| 82                             | Valentin Retailleau (FRA)      | DNF                            |
| 83                             | Paul Lapeira (FRA)             | 24.                            |
| 84                             | Ben O'Connor (AUS)             | 1.                             |
| 85                             | Nicolas Prodhomme (FRA)        | 26.                            |
| 86                             | Bastien Tronchon (FRA)         | DNF                            |
| 87                             | Andrea Vendrame (ITA)          | 22.                            |

| Equipo Kern Pharma EKP | Equipo Kern Pharma EKP      | Equipo Kern Pharma EKP |
| ---------------------- | --------------------------- | ---------------------- |
| Nr.                    | Rytter                      | Placering              |
| 91                     | Antonio Jesús Soto (ESP)    | 19.                    |
| 92                     | Pau Miquel (ESP)            | DNF                    |
| 93                     | Diego Uriarte (ESP)         | DNF                    |
| 94                     | Francisco Galván (ESP)      | DNF                    |
| 95                     | Álex Jaime (ESP)            | DNF                    |
| 96                     | Martí Márquez (ESP)         | DNF                    |
| 97                     | Eugenio Sánchez López (ESP) | DNF                    |

| Caja Rural-Seguros RGA CJR | Caja Rural-Seguros RGA CJR     | Caja Rural-Seguros RGA CJR |
| -------------------------- | ------------------------------ | -------------------------- |
| Nr.                        | Rytter                         | Placering                  |
| 101                        | Orluis Aular (VEN) (landevej)  | 42.                        |
| 102                        | Fernando Barceló (ESP)         | DNF                        |
| 103                        | Sebastian Berwick (AUS)        | DNF                        |
| 104                        | Jefferson Alveiro Cepeda (ECU) | 35.                        |
| 105                        | Samuel Fernández (ESP)         | DNF                        |
| 106                        | Joel Nicolau (ESP)             | 31.                        |
| 107                        | Mulu Hailemichael (ETH)        | DNF                        |

| Euskaltel-Euskadi EUS | Euskaltel-Euskadi EUS          | Euskaltel-Euskadi EUS |
| --------------------- | ------------------------------ | --------------------- |
| Nr.                   | Rytter                         | Placering             |
| 111                   | Enekoitz Azparren (ESP)        | 62.                   |
| 112                   | Xabier Berasategi (ESP)        | 39.                   |
| 113                   | Joan Bou (ESP)                 | 20.                   |
| 114                   | Unai Cuadrado (ESP)            | DNF                   |
| 115                   | Mikel Iturria (ESP)            | 38.                   |
| 116                   | Luis Ángel Maté (ESP)          | 53.                   |
| 117                   | Andoni López de Abetxuko (ESP) | DNF                   |

| Burgos-BH BBH | Burgos-BH BBH                     | Burgos-BH BBH |
| ------------- | --------------------------------- | ------------- |
| Nr.           | Rytter                            | Placering     |
| 121           | Sinuhé Fernández (ESP)            | DNF           |
| 122           | Geórgios Boúglas (GRE) (landevej) | DNF           |
| 123           | Ander Okamika (ESP)               | 57.           |
| 124           | Antonio Angulo (ESP)              | DNF           |
| 125           | Eric Fagúndez (URU)               | 67.           |
| 126           | Karel Vacek (CZE)                 | DNF           |
| 127           | José Manuel Díaz (ESP)            | 66.           |

| Lotto Dstny LTD | Lotto Dstny LTD          | Lotto Dstny LTD |
| --------------- | ------------------------ | --------------- |
| Nr.             | Rytter                   | Placering       |
| 131             | Arnaud De Lie (BEL)      | DNF             |
| 132             | Cedric Beullens (BEL)    | 29.             |
| 133             | Jasper De Buyst (BEL)    | 37.             |
| 134             | Sylvain Moniquet (BEL)   | 23.             |
| 135             | Mathijs Paasschens (NED) | DNF             |
| 136             | Jarne Van De Paar (BEL)  | DNF             |
| 137             | Florian Vermeersch (BEL) | DNF             |

| TotalEnergies TEN | TotalEnergies TEN       | TotalEnergies TEN |
| ----------------- | ----------------------- | ----------------- |
| Nr.               | Rytter                  | Placering         |
| 141               | Steff Cras (BEL)        | 8.                |
| 142               | Thomas Gachignard (FRA) | 47.               |
| 143               | Émilien Jeannière (FRA) | DNF               |
| 144               | Jordan Jegat (FRA)      | DNF               |
| 146               | Baptiste Vadic (FRA)    | DNF               |
| 147               | Dries Van Gestel (BEL)  | 49.               |

| Team Flanders-Baloise TFB | Team Flanders-Baloise TFB | Team Flanders-Baloise TFB |
| ------------------------- | ------------------------- | ------------------------- |
| Nr.                       | Rytter                    | Placering                 |
| 151                       | Kamiel Bonneu (BEL)       | DNF                       |
| 152                       | Toon Clynhens (BEL)       | DNF                       |
| 153                       | Elias Maris (BEL)         | 51.                       |
| 154                       | Vincent Van Hemelen (BEL) | DNF                       |
| 155                       | Yentl Vandevelde (BEL)    | DNF                       |
| 156                       | Ward Vanhoof (BEL)        | DNF                       |
| 157                       | Victor Vercouillie (BEL)  | DNF                       |

| Q36.5 Pro Cycling Team Q36 | Q36.5 Pro Cycling Team Q36 | Q36.5 Pro Cycling Team Q36 |
| -------------------------- | -------------------------- | -------------------------- |
| Nr.                        | Rytter                     | Placering                  |
| 161                        | Gianluca Brambilla (ITA)   | 10.                        |
| 162                        | Marcel Camprubí (ESP)      | DNF                        |
| 163                        | David de la Cruz (ESP)     | 68.                        |
| 164                        | Mark Donovan (GBR)         | 11.                        |
| 165                        | Nicolò Parisini (ITA)      | DNF                        |
| 166                        | Tobias Ludvigsson (SWE)    | 40.                        |
| 167                        | Rory Townsend (IRL)        | DNF                        |

| Tudor Pro Cycling Team TUD | Tudor Pro Cycling Team TUD     | Tudor Pro Cycling Team TUD |
| -------------------------- | ------------------------------ | -------------------------- |
| Nr.                        | Rytter                         | Placering                  |
| 171                        | Sebastian Kolze Changizi (DEN) | DNF                        |
| 172                        | Juan David Sierra (ITA)        | DNF                        |
| 173                        | Robin Froidevaux (SUI)         | DNF                        |
| 175                        | Petr Kelemen (CZE)             | DNF                        |
| 176                        | Alexander Krieger (GER)        | 43.                        |
| 177                        | Matteo Trentin (ITA)           | 15.                        |

| Illes Balears Arabay Cycling IBA | Illes Balears Arabay Cycling IBA | Illes Balears Arabay Cycling IBA |
| -------------------------------- | -------------------------------- | -------------------------------- |
| Nr.                              | Rytter                           | Placering                        |
| 181                              | Alex Molenaar (NED)              | DNF                              |
| 182                              | Edgar Curto (ESP)                | DNF                              |
| 183                              | Arnau Gilabert (ESP)             | DNF                              |
| 184                              | Joan Albert Riera (ESP)          | DNF                              |
| 185                              | Asier Pablo González (ESP)       | DNF                              |
| 186                              | Pau Llaneras (ESP)               | DNF                              |
| 187                              | José María García (ESP)          | 55.                              |